# Fredrik van der Horst
Fredrik van der Horst (Tønsberg, 2 december 1989) is een voormalig Noors schaatser van Nederlandse afkomst.

## Biografie
Van der Horst is voornamelijk gespecialiseerd in de langere afstanden. De Viking Race in 2007 won hij alvorens Van der Horst in seizoen 2008-2009 zijn debuut maakte in de wereldbeker op de 5000 meter (A-groep) en 1500 meter (B-groep) in Berlijn. Hij bereikte daar een achttiende plaats. Van der Horst trainde tot november 2009 onder de toenmalige Noorse bondscoach Peter Mueller. De rest van het seizoen 2009-2010 ontfermde Jarle Pedersen zich over de Noorse selectie met daarin Van der Horst. Tegenwoordig traint hij voor de particuliere Noorse schaatsacademie van Tom Erik Oxholm en werd hij door de Noorse bond niet geselecteerd voor de Olympische Spelen in Sotsji. Toen de Noorse selectie zich in het geheel onttrok aan de 10.000 meter zorgde dat op 17 februari bij Sven Kramer voor onbegrip om specialisten als Thomas Henrik Søfteland en Van der Horst thuis te laten. Bij zijn eerste WK Afstanden eindigde hij op de ploegenachtervolging als zevende.

## Persoonlijk
Van der Horst is de kleinzoon van de Noorse schaatslegende Hjalmar Andersen.

## Persoonlijk records
| Afstand      | Tijd     | Datum            | Baan           |
| ------------ | -------- | ---------------- | -------------- |
| 500 meter    | 36,70    | 29 december 2009 | Hamar          |
| 1000 meter   | 1.11,85  | 2 januari 2010   | Hamar          |
| 1500 meter   | 1.47,32  | 11 december 2009 | Salt Lake City |
| 3000 meter   | 3.48,55  | 3 februari 2010  | Salt Lake City |
| 5000 meter   | 6.22,10  | 25 januari 2014  | Inzell         |
| 10.000 meter | 13.34,64 | 20 december 2017 | Stavanger      |

## Resultaten
| Jaar | NK Afstanden                          | NK Sprint | NK Allround | EK Allround | WK Allround | WK Afstanden | Olympische Spelen          | WK Junioren            |
| ---- | ------------------------------------- | --------- | ----------- | ----------- | ----------- | ------------ | -------------------------- | ---------------------- |
| 2007 |                                       |           |             |             |             |              |                            | NC38 10e achtervolging |
| 2008 | 20e 1000m 15e 1500m                   |           |             |             |             |              |                            |                        |
| 2009 | 5e 1500m 11e 5000m                    |           | NC14        |             |             |              |                            |                        |
| 2010 | 7e 500m 6e 1500m 6e 5000m 4e 10.000m  | NS3       | 6e          | NS3         |             |              | 29e 1500m 4e achtervolging |                        |
| 2011 | 10e 500m 26e 1500m 7e 5000m           | 4e        | 5e          |             |             |              |                            |                        |
| 2012 | 19e 1500m · 7e 5000m · 10.000m        | 5e        |             |             |             |              |                            |                        |
| 2013 | 6e 1000m · 5e 1500m · 5000m · 10.000m | 10e       | 4e          |             |             |              |                            |                        |
| 2014 | 6e 1500m · 5000m · 10.000m            |           | Zilver      | NC12        | NC16        |              |                            |                        |
| 2015 |                                       |           | Zilver      |             |             |              |                            |                        |
| 2016 | 12e 5000m                             |           |             |             |             |              |                            |                        |
| 2017 |                                       | 8e        | Brons       |             |             |              |                            |                        |
| 2018 | 9e 5000m 6e 10000m                    |           |             |             |             |              |                            |                        |